# Diego Calvo
Diego Gerardo Calvo Fonseca (San José, 25 marzo 1991) è un ex calciatore costaricano, di ruolo centrocampista.

## Carriera

### Club
Ha esordito con l'Alajuelense nel 2010. Il 18 marzo 2013 ha firmato un contratto quadriennale con i norvegesi del Vålerenga. L'11 agosto 2014, è passato al Göteborg con la formula del prestito. Il 5 febbraio 2015 ha fatto ritorno all'Alajuelense, a titolo definitivo.
Il 9 agosto 2017 si trasferisce al Real Monarchs.
Il 9 luglio 2021 si trasferisce al Jove Español.

### Nazionale
Nel 2011 è stato convocato nell'Under-20 per prendere parte al Mondiale Under-20.